# Michel Modo
Michel Modo, nato Michael Goi Henri Louis e conosciuto anche solo come Modo (Carpentras, 30 marzo 1937 – Vaires-sur-Marne, 24 settembre 2008), è stato un attore, comico e doppiatore francese.

## Biografia
Divenne famoso principalmente per avere formato, alla fine degli anni cinquanta, insieme all'attore Guy Grosso il duo comico Grosso Modo. Il duo è apparso in molti film con Louis de Funès e ha anche interpretato i ruoli di Laflûte e Quince in The Dream of a Summer Night di Jean-Christophe Averty. Nel film Una ragazza a Saint-Tropez (1964), a fianco di Michel Galabru, Jean Lefebvre e Christian Marin, Modo interpretò il ruolo del gendarme Jules Berlicot, personaggio che riprese anche nei successivi film della saga su I gendarmi di Saint-Tropez. 
Tra il 1993 e il 1997, Michel Modo è stato uno dei personaggi ricorrenti della serie televisiva Highlander, nella parte di Maurice Lolande, un soggetto simpatico che rappresentava la tipica persona francese.
Nel dicembre 2005 ebbe una parte importante nella serie televisiva Bella è la vita al fianco di Colette Renard, interpretando un senzatetto filosofo travestito da Babbo Natale.
Da segnalare anche il suo lavoro di doppiatore nella versione francese della serie I Simpson, nella quale dava la voce a diversi personaggi.

## Filmografia

### Cinema
- La bella americana (La Belle américaine), regia di Robert Dhéry (1961)
- Tutto l'oro del mondo (Tout l'or du monde), regia di René Clair (1961)
- Tre morti per Giulio (Carambolages), regia di Marcel Bluwal (1963)
- Pierino la peste (Bébert et l'omnibus), regia di Yves Robert (1963)
- Una ragazza a Saint-Tropez (Le Gendarme de Saint-Tropez), regia di Jean Girault (1964)
- Les Gorilles, regia di Jean Girault (1964)
- Colpo grosso ma non troppo (Le Corniaud), regia di Gérard Oury (1965)
- La tête du client, regia di Jacques Poitrenaud (1965)
- Sparate su Stanislao (Pleins feux sur Stanislas), regia di Jean-Charles Dudrumet (1965)
- Tre gendarmi a New York (Le Gendarme à New York), regia di Jean Girault (1965)
- Chi ha rubato il presidente? (Le Grand restaurant), regia di Jacques Besnard (1966)
- Tre uomini in fuga (La Grande vadrouille), regia di Gérard Oury (1966)
- Il 13º uomo (1 homme de trop), regia di Costa-Gavras (1967)
- La feldmarescialla, regia di Steno (1967)
- Si salvi chi può (Le Petit Baigneur), regia di Robert Dhéry (1967)
- Calma ragazze, oggi mi sposo (Le Gendarme se marie), regia di Jean Girault (1968)
- 6 gendarmi in fuga (Le Gendarme en balade), regia di Jean Girault (1970)
- Le cri du cormoran, le soir au-dessus des jonques, regia di Michel Audiard (1971)
- Colinot l'alzasottane (L'histoire très bonne et très joyeuse de Colinot Trousse-Chemise), regia di Nina Companeez (1973)
- La 7 compagnia ha perso la guerra (Opération Lady Marlène), regia di Robert Lamoureux (1975)
- Tre eroi in fuga (On a retrouvé la 7ème compagnie!), regia di Robert Lamoureux (1975)
- Ne me touchez pas..., regia di Richard Guillon (1977)
- Le mille-pattes fait des claquettes, regia di Jean Girault (1977)
- Les bidasses au pensionnat, regia di Michel Vocoret (1978)
- Liebesgrüße aus der Lederhose, 5. Teil: Die Bruchpiloten vom Königssee, regia di Gunter Otto (1978)
- Il gendarme e gli extraterrestri (Le Gendarme et les extra-terrestres), regia di Jean Girault (1979)
- Nous maigrirons ensemble, regia di Michel Vocoret (1979)
- L'Avare, regia di Louis de Funès, Jean Girault (1980)
- Pétrole! Pétrole!, regia di Christian Gion (1981)
- Le jour se lève et les conneries commencent, regia di Claude Mulot (1981)
- Les bidasses aux grandes manoeuvres, regia di Raphael Delpard (1981)
- Si ma gueule vous plaît..., regia di Michel Caputo (1981)
- Le Gendarme et les gendarmettes, regia di Jean Girault (1982)
- Le braconnier de Dieu, regia di Jean-Pierre Darras (1983)
- Les planqués du régiment, regia di Michel Caputo (1983)
- L'esecutrice (L'exécutrice), regia di Michel Caputo (1986)
- La gloire de mon père, regia di Yves Robert (1990)
- Le château de ma mère, regia di Yves Robert (1990)
- Pétain, regia di Jean Marboeuf (1993)
- Bimboland, regia di Ariel Zeitoun (1998)
- Poltergay, regia di Éric Lavaine (2006)

### Televisione
- Ontdek de ster – serie TV, 1 episodio (1962)
- À Saint-Lazare (1967)
- Les six jours (1970)
- Alice au pays des merveilles (1970)
- Le songe d'une nuit d'été (1971)
- La vie rêvée de Vincent Scotto (1973)
- Musidora (1973)
- Le péril bleu (1975)
- L'inspecteur mène l'enquête – serie TV, 1 episodio (1977)
- Il commissario Moulin – serie TV, 1 episodio (1977)
- Impressions d'Afrique (1977)
- Lazare Carnot ou Le glaive de la révolution (1978)
- Pourquoi tuer le pépé (1978)
- Les Samedis de l'histoire: La banqueroute de Law (1978)
- C'est pas Dieu possible (1980)
- L'Honneur de Barberine (1982)
- Monte Carlo (1986)
- French in Action – serie TV, 1 episodio (1987)
- Hemingway – serie TV (1988)
- King of the Olympics: The Lives and Loves of Avery Brundage (1988)
- Bienvenue à Bellefontaine (1992)
- Taxi Girl (1992)
- Runaway Bay – serie TV, 3 episodi (1992-1993)
- Highlander (Highlander: The Series) – serie TV, 13 episodi (1994-1997)
- Le juste – serie TV, 1 episodio (1996)
- Les vacances de l'amour (1 episodio) (1998)
- Mélissol – serie TV, 5 episodi (1999)
- Relic Hunter – serie TV, episodio 1x19 (2000)
- L'impasse du cachalon (2001)
- Lagardère, regia di Henri Helman - film TV (2003)
- Maigret – serie TV, 1 episodio (2004)
- Bella è la vita – serie TV, 3 episodi (2005)
- S.O.S. 18 – serie TV, 1 episodio (2006)
- Beau masque (2006)
- Central nuit – serie TV, 1 episodio (2007)
- Rendez-moi justice (2007)
- Ah, c'était ça la vie! – serie TV, 2 episodi (2009)

### Cortometraggi
- La cloche (1964)
- Et si c'était une sirène (1964)
- Jour de fauche (1993)
- Quand je serai grand, mon père il sera policier (1995)
- Sa femme à moi (1996)
- Mauvaise graine (voce) (2004)

## Doppiatori italiani
Nelle versioni in italiano delle opere in cui ha recitato, Michel Modo è stato doppiato da:
- Mario Mastria in Una ragazza a Saint-Tropez
- Roberto Del Giudice in Highlander
- Franco Zucca in Relic Hunter